# バート・シブレル
バート・ウィンフィールド・シブレル（Bart Winfield Sibrel、1964年または1965年生 ）は、アメリカ合衆国の陰謀論者である。1969年から1972年にかけて行われたNASAのアポロ計画による月面着陸はCIAの指示により演出されたでっち上げであるという陰謀論を主張し、2001年の"A Funny Thing Happened on the Way to the Moon"など、その主張に基づく映像作品を4本制作した。
作中でシブレルは、アポロ計画の宇宙飛行士たちにインタビューを行い、聖書に手を置いて「月に行ったことは事実だ」と誓うよう強要している。シブレルがアポロ11号の宇宙飛行士バズ・オルドリンにインタビューをした際、オルドリンがシブレルを殴打し、特に大きな注目を集めた。しかし警察は、シブレルが度を越した挑発を行ったことが原因であるとして、オルドリンの罪を問わなかった。

## 背景
シブレルは元々テレビコマーシャルのディレクターをしていた。シブレルが制作した一連の月面着陸を否定する映像作品を本人は「ドキュメンタリー」と称しているが、一部の情報源は、これが自主制作であり限定公開であること、およびその内容やスタイルから、これをドキュメンタリーと分類することに疑問を呈している。例えば『セントピーターズバーグ・タイムズ』紙や『ニューヨーク・タイムズ』紙などは、これらの映像作品について報じる際に「ドキュメンタリー」という単語を引用符で囲んでいる。これは、シブレルがバズ・オルドリン、ニール・アームストロング、アラン・ビーン、ユージン・サーナン、エドガー・ミッチェルなどのインタビュー対象者に対して自分の身分を偽っていたという事実とも一部関連している。例えば、エドガー・ミッチェルに対してはヒストリーチャンネルの関係者であると偽って繰り返しインタビューを試みていた。
シブレルが2001年に制作した最初の作品である47分間の映像作品"A Funny Thing Happened on the Way to the Moon"（直訳題「月への道で起こった奇妙なこと」）において、シブレルはアポロ計画を「冷戦時代のCIAとニクソン政権の欺瞞」と表現している。『ニューヨーク・タイムズ』でアマンダ・ヘスは、この作品を偽ドキュメンタリーだと断じ、「これは、月面の映像とソ連やベトナムの不気味な映像を混ぜ合わせたもので、厳しい口調のイギリス人女性がナレーションを担当し、個人サイトMoonMovie.comで販売された」と説明した。制作の過程でシブレルは複数人のアポロ宇宙飛行士と対面したが、シブレルが月面着陸や月面歩行の功績を疑問視していると気づいた宇宙飛行士たちは全員、無関心または否定的な反応を示した。
2019年、シブレルが開設したYouTubeチャンネルは収益化が停止された。

### 月面着陸否定論
2019年7月のHBOのインタビューにおいて、シブレルはアポロ計画が捏造であるとする主な理由を以下のように述べた。括弧内は、それに対する反論である。
- アポロ計画において50年前の技術で達成されたことは、2019年現在、アメリカ合衆国を含む世界中のどの国でも再現できていない（現代の技術で月面着陸を捏造できるのは今だけである）[10]。
- アポロ11号の写真の一つに写っている影は平行ではなく、これは複数の光源のある地上のスタジオで撮影されたに違いない（これは太陽光の月面での反射で説明できる。また、物体ごとに1つの影しか存在しないという主張と矛盾する）[11]。
- 地球を囲むように存在するヴァン・アレン帯は、極度の放射線のため人類は通過できないはずだ（アポロ11号の乗組員はヴァン・アレン帯に約2時間滞在し、推定18ラドの放射線の被爆を受けたが、これは安全範囲内である）[12][13]。

シブレルの主張を含む、一般的な月面着陸否定論は、全て繰り返し否定されてきたものである。

## オルドリン事件
これは、2002年9月9日、シブレルがアポロ11号の乗組員であるバズ・オルドリンにインタビューをした際に、オルドリンがシブレルを殴打したとされる事件である。シブレルは、"Astronauts Gone Wild"の制作のために、ビバリーヒルズのホテルの一室でオルドリンにインタビューしていた。その際、シブレルはアポロ11号の捏造の新たな証拠だとする映像をオルドリンに見せて問い詰めた。これに対しオルドリンは、「あなたは話をする相手を間違っている! NASA長官に話をしたらどうだ? 我々は乗客であり、その乗り物に乗っていただけだ」と返答した。シブレルは事件の後のインタビューで、オルドリンが殴打に至るまでに2度の対立があったと述べている。BBCは、管轄のビバリーヒルズ警察に出頭した目撃者が、「シブレルはオルドリンにインタビューするために、偽りの口実でホテルに誘い出した」と証言したと報じた。オルドリンの主張によれば、シブレルは「日本の子供向けテレビ番組における宇宙に関するインタビュー」という口実でインタビューの約束を取り付け、オルドリンはビバリーヒルズのホテルに向かった。当時、オルドリンは72歳、シブレルは37歳だった。
シブレルはオルドリンに対し、月に行ったことを聖書に手を置いて宣誓させようとした。目撃者によれば、シブレルはオルドリンを聖書で激しく突いた。オルドリンがその要求を拒否すると、シブレルはオルドリンに迫り、カメラクルーが撮影を続ける中で、「そんなことをしていないのに、自分は月面を歩いたという嘘をついたのお前だ」と叫んだ。オルドリンは「離れてくれ」と言ったが、シブレルが彼を「臆病者、嘘つき、泥棒」と呼び、オルドリンはシブレルの顎を殴った。
事件の翌日、オルドリンの弁護士は、「6フィート2インチ（188センチメートル）、250ポンド（133キログラム）の体格のシブレルがオルドリンを壁に押し付け、離れることを拒否した」と述べ、自己防衛のためだったと主張した。オルドリンは警察に対し、自分と側にいた義理の娘を守るためだったと述べた。シブレルは撮影したビデオテープを警察に提出し、オルドリンの暴行を主張した。また、『セントピーターズバーグ・タイムズ』紙に対してシブレルは、「オルドリンは強いパンチを放った。それはとても速く、私はそれが見えなかった」と述べた。
この事件は大きな注目を集め、シブレルが撮影した映像が様々な番組で放映された。しかし、それらの番組の大半は、オルドリンの行動を支持するものだった。
『ポピュラーメカニクス』のエリック・スピッツナゲルの記事によれば、シブレルがオルドリンを挑発したという多数の証言により、オルドリンの暴行容疑は取り下げられた。オルドリンに前科がないこと、シブレルが虚偽の理由でオルドリンを誘い込んだという証言があること、オルドリンが殴打する前のシブレルの攻撃的な態度、そして、シブレルが外見上は怪我をしておらず、医師の診察を拒否していることを理由に、警察は告訴をしなかったか取り下げた。

## フィルモグラフィ
いずれもアポロ計画捏造論に関するもの。作品名の下は、理解のためにタイトルを日本語に直訳したもの（いずれの作品も日本での発売はされておらず、正式な邦題は存在しない）。
| 制作年 | 作品名 | 監督 | 制作 | 脚本 | 上映時間 |
| ------ | --- | ---- | ---- | ---- | -------- |
| 2001年 | A Funny Thing Happened on the Way to the Moon 月への道で起こった奇妙なこと                                                 | Yes  | Yes  | Yes  | 47分     |
| 2004年 | Astronauts Gone Wild: An Investigation Into the Authenticity of the Moon Landings 狂乱した宇宙飛行士：月面着陸の真偽の検証 | Yes  | Yes  |      | 53分     |
| 2004年 | Apollo 11 Monkey Business: False Photography Unedited アポロ11号の馬鹿な真似：偽造写真の編集前                             |      | Yes  |      | 108分    |
| 2004年 | Apollo 11 Post-Flight Press Conference アポロ11号の飛行後記者会見                                                          |      | Yes  |      | 83分     |

## 著書
- Moon Man: The True Story of a Filmmaker on the CIA Hit List（2021年）
- Aliens From Planet X: Their Origin and Future Appearance（2024年）
- The Great Earth Hoax（2024年）